# Квинчинето
Квинчинето (итал. Quincinetto) је насеље у Италији у округу Торино, региону Пијемонт.
Према процени из 2011. у насељу је живело 1036 становника. Насеље се налази на надморској висини од 287 м.

## Становништво
| 1931. | 1936. | 1951. | 1961. | 1971. | 1981. | 1991. | 2001. | 2011. |
| ----- | ----- | ----- | ----- | ----- | ----- | ----- | ----- | ----- |
| 1.216 | 1.101 | 1.125 | 1.153 | 1.174 | 1.195 | 1.135 | 1.080 | 1.048 |